# Centro Ítalo Fútbol Club
Il  Centro Ítalo FC  è una società calcistica di Caracas (Distretto Capitale), Venezuela. Milita nella Segunda División de Venezuela, la seconda divisione del campionato nazionale.

## Palmarès
- Segunda División

Vincitore: clausura 2009

## Rosa 2008/2009
Aggiornato al 21 luglio 2009
| N. |                      | Ruolo | Calciatore       |
| -- | -------------------- | ----- | ---------------- |
| 1  | Venezuela (bandiera) | P     | José Mazzone     |
| 12 | Venezuela (bandiera) | P     | Edgar Pérez      |
|    | Venezuela (bandiera) | D     | Alveiro Aislant  |
| 17 | Venezuela (bandiera) | D     | Edson Rodriguez  |
|    | Venezuela (bandiera) | C     | Angelo Rodríguez |
|    | Venezuela (bandiera) | A     | Paul Ramirez     |
|    | Venezuela (bandiera) | C     | Enrique Cegarra  |
|    | Venezuela (bandiera) | D     | Marcos Gutíerrez |

| N. |                      | Ruolo | Calciatore       |
| -- | -------------------- | ----- | ---------------- |
| 11 | Venezuela (bandiera) | C     | José Oviedo      |
|    | Colombia (bandiera)  | C     | Avimiled Rivas   |
|    | Camerun (bandiera)   | C     | Luc Bessala      |
|    | Venezuela (bandiera) | C     | Jeancarlos Brito |
|    | Venezuela (bandiera) | A     | Elias Leal       |
| 15 | Argentina (bandiera) | A     | Gillermo Cejas   |
| 11 | Argentina (bandiera) | A     | Pablo Piyuka     |
| 18 | Venezuela (bandiera) | A     | Emilio Garcés    |